# Szwarszowice-Kolonia
Szwarszowice-Kolonia – część wsi Szwarszowice w Polsce, położona w województwie świętokrzyskim, w powiecie ostrowieckim, w gminie Bodzechów.
W latach 1975–1998 Szwarszowice-Kolonia administracyjnie należały do województwa kieleckiego.